# Capital Club Building
El Capital Club Building es un rascacielos histórico de oficinas de 12 pisos ubicado en 16 West Martin Street en la ciudad de Raleigh, la capital de Carolina del Norte (Estados Unidos). Está listado en el Registro Nacional de Sitios Históricos en 1985.

## Historia
Fue diseñado en estilo art déco por el arquitecto Frank B. Simpson y por el estudio de arquitectura Milburn and Heister. Su construcción comenzó en 1929 y terminó en 1930. Fue construido para el Capital Club, que era una de las organizaciones más antiguas y prominentes del sur. 
En las elecciones presidenciales de Estados Unidos de 2016, las oficinas en el edificio sirvieron como base de operaciones para la sede de la campaña de Carolina del Norte de la candidata Hillary Clinton.
Tom Hendrickson lo compró en 1998 por 2 millones de dólares en 1998. En 2016 lo compró American Residential Investment Management por 7,4 millones. y en 2019 Hem + Spire lo compró por 12,5 millones.

## Arquitectura
Tiene 4.879 m² de superficie. Mezcla el estilo art déco y elementos neoclásicos. Tiene estructura de acero y la forma clásica con tres cuerpos: basa, fuste y capitel.